# Poncione d'Arzo
Poncione d'Arzo är en kulle i Schweiz.   Den ligger i distriktet Mendrisio och kantonen Ticino, i den sydöstra delen av landet, 160 km sydost om huvudstaden Bern. Toppen på Poncione d'Arzo är 996 meter över havet, eller 4 meter över den omgivande terrängen. Bredden vid basen är 0,11 km.
Terrängen runt Poncione d'Arzo är varierad. Närmaste större samhälle är Lugano, 13,4 km norr om Poncione d'Arzo. 
Omgivningarna runt Poncione d'Arzo är en mosaik av jordbruksmark och naturlig växtlighet. Runt Poncione d'Arzo är det tätbefolkat, med 636 invånare per kvadratkilometer.